# Мария Габриэлла Савойская
Мария Габриэлла Савойская (Мария Габриэлла Джузеппа Альдегонда Аделаида Людовика Фелисита Дженнара; род. 24 февраля 1940, Неаполь) — средняя дочь последнего короля Италии Умберто II и Марии Жозе Бельгийской, сестра  претендента на трон её отца Виктора Эммануила Савойского. Автор книг по истории.

## Биография
Принцесса Мария Габриэлла родилась в Неаполе в 1940 году и была третьим ребёнком принца и принцессы Пьемонта. Её старшей сестрой была принцесса Мария Пиа, страшим братом — принц Виктор Эммануил, а младшей сестрой — принцесса Мария Беатриче. Её родители, состоящие в браке с 1930 года, по признанию её матери много лет спустя, были несчастны вместе. Они рассталась после отмены итальянской монархии после референдума в 1946 году.
Чтобы избежать захвата нацистскими войсками, её мать вместе с детьми бежала из Италии в нейтральную Швейцарию, где они укрывались с сентября 1943 года до возвращения в Италию в 1945 году, когда их отец стал генерал-лейтенантом во время правления короля Виктора Эммануила III. Изгнанные после падения монархии, семья ненадолго воссоединилась в Португалии, откуда она, её сестры и брат вскоре вернулись с матерью в Швейцарию, а их отец остался на португальской Ривьере. Будучи католиками, её родители никогда не разводились.
Получив образование в Швейцарии, Мария Габриэлла также посещала школу при Лувре в Париже. После смерти отца и с одобрения её брата она основала Фонд короля Умберто II в Лозанне, посвящённый сохранению истории и наследия Савойского дома. Она участвовала в многочисленных презентациях о культуре и организовала выставку в Альбервиле во время Олимпийских игр 1992 года. В начале XXI века она написала ряд книг, в основном в соавторстве со Стефано Папи.

### Возможный брак с шахом Ирана
В 1950-х годах шах Ирана Мохаммед Реза Пехлеви, который развёлся со своей второй женой, проявил заинтересованность в женитьбе на принцессе Марии Габриэлле. Сообщается, что папа Иоанн XXIII наложил вето на это предложение. Ватиканская газета L’Osservatore Romano в редакционной статье о слухах о возможном браке «мусульманского государя и католической принцессы» написала, что такой брак представляет «серьёзную опасность».

### Брак
12 февраля 1969 года во Франции Мария Габриэлла вышла замуж за Роберта Зеленгери де Валькано (4 августа 1931 — 19 сентября 2015). Церковная церемония была проведена 21 июня 1969 года в Эзе. Супруги расстались в 1976 году и развелись в ноябре 1990 года. У супругов была одна дочь:
- Мария Елизавета Зеленгери де Валькано (род. 2 марта 1972)[3], с 2002 года замужем за Оливером Джансенсом (род. 1966). У супругов есть четверо детей:

- Габриэлла Луиза Мария Янсенс (род. 7 марта 2004)
- Томмазо Янсенс (род. 13 января 2005)
- Пауль-Луиджи Янсенс (род. 6 ноября 2009)
- Виктор Янсенс (род. 14 марта 2014)